# Elizabeth Rodriguez
Elizabeth Rodriguez (Manhattan - New York, 27 december 1980) is een Amerikaanse actrice. 

## Biografie
Rodriguez werd geboren en groeide op in de borough Manhattan van New York bij Puerto Ricaanse ouders. Zij doorliep de high school aan de Brandeis High School aldaar, en zij studeerde af aan de Lehman College in The Bronx. 

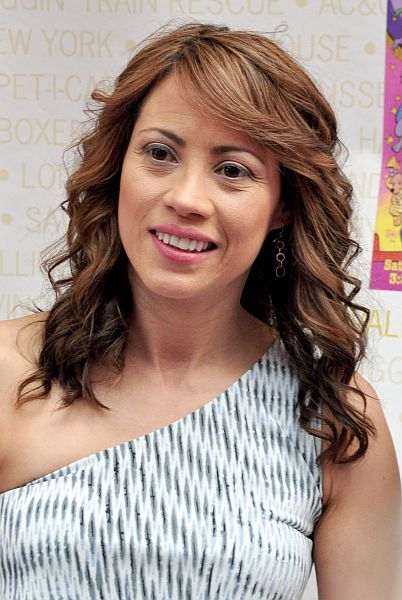
Elizabeth Rodriguez in 2011

## Filmografie

### Films
- 2022 We Are Gathered Here Today - als Gwen Cantu
- 2022 Allswell - als Daisy
- 2018 Making Babies - als Maria
- 2018 Skate Kitchen - als Renata
- 2017 Logan - als Gabriela
- 2016 11:55 - als Angie
- 2014 The Drop - als rechercheur Romsey
- 2014 Glass Chin – als Rita Sierra
- 2013 Tio Papi – als Cheeky
- 2013 Side Effects - als apotheekster
- 2011 All Things Fall Apart – als mrs. Lopez
- 2010 Pound of Flesh – als Rebecca Ferraro
- 2010 Jack Goes Boating – als assistente van Waldorf Event
- 2008 A Line in the Sand – als Martel
- 2007 On Bloody Sunday – als oudere Isabelle
- 2006 Miami Vice – als Gina Calabrese
- 2005 Sueño – als Carmen
- 2005 Four Lane Highway – als Sasha
- 2002 Without Warning – als Selena Sanchez
- 2001 Blow – als Martha Oliveras
- 2001 Acts of Worship – als Jan
- 1999 Golfballs! – als Bentwood meisje
- 1998 Return to Paradise – als Gaby
- 1997 I Think I Do – als Celia
- 1995 Inflammable – als Tanya Santos
- 1995 Dead Presidents – als Marisol
- 1995 Desperado – als fan van Mariachi
- 1994 Fresch – als Consuela

### Televisieseries
Uitgezonderd eenmalige gastrollen.
- 2022 - 2023 East New York - als rechercheur Crystal Morales - 21 afl.
- 2020 The Clone Wars - als Rafa Martez (stem) - 4 afl.
- 2014 - 2020 Power - als Paz - 15 afl.
- 2013 - 2019 Orange Is the New Black - als Aleida Diaz - 79 afl.
- 2017 Chance - als dr. Kristen Clayton - 8 afl.
- 2016 Devious maids - als Josefina Mercado - 2 afl.
- 2015 - 2016 Fear the Walking Dead - als Liza Ortiz - 7 afl.
- 2014 - 2015 Grimm - als agente Chavez - 5 afl.
- 2011 – 2012 Prime Suspect – als rechercheur Carolina Rivera – 5 afl.
- 2008 – 2009 All My Children – als Carmen Morales – 56 afl.
- 2002 – 2003 The Shield – als Lita Valverde - 2 afl.
- 1999 – 2001 ER – als verpleegster Sandra – 3 afl.
- 1998 Trinity – als Del Bianco – 2 afl.
- 1997 Oz – als Maritza Alvarez – 2 afl.
- 1995 New York News – als Tanya – 2 afl.
- 1994 – 1995 New York Undercover – als Gina – 5 afl.